# Christina Perri
Christina Judith Perri (ur. 19 sierpnia 1986 w Filadelfii) – amerykańska piosenkarka. W Stanach Zjednoczonych zaistniała w 2010 r. dzięki swojej piosence „Jar of Hearts”, która pojawiła się w programie So You Think You Can Dance emitowanym przez stację FOX. 26 października 2010 r. magazyn Rolling Stone nadał jej tytuł „Wykonawca Tygodnia”. 10 maja 2011 r. utwór „Jar of Hearts” został wykorzystany w serialu Glee (sezon 2, odcinek 20 „Prom Queen”), jak również w serialu Pretty Little Liars (sezon 2, odcinek 1 „It's alive”).

## Dzieciństwo i młodość
Perri jest pochodzenia włoskiego i polskiego. Dorastała w Benasalem (przedmieścia Filadelfii, Pensylwania) wraz ze swoim starszym bratem, Nickiem Perri, który uprzednio grał na gitarze z zespołami takimi jak Shinedown czy Silvertide oraz z muzykami: Perry Farrell
i Matt Sorum. Uczęszczała do szkoły średniej Archbishop Ryan High School, którą ukończyła w 2004 r. Już jako 16-latka uczyła się gry na gitarze, oglądając nagranie z Shannon Hoon z zespołu Blind Melon występującej na VH1.
W 2011 r. w wywiadzie dla tygodnika Beatweek, Perri ujawniła, że jej drugie imię to Judith.

## Kariera

### Początki kariery
Perri przeprowadziła się do Los Angeles w dniu jej 21. urodzin. W tym samym roku wyszła za mąż i rozpoczęła produkcję teledysków. 18 miesięcy później rozwiodła się i pod koniec 2009 r. wróciła do Filadelfii; w tym czasie pisała słowa piosenki „Jar of Hearts”. Znów przeniosła się do Los Angeles; w dzień pracowała jako kelnerka w Melrose Cafe, a nocą nagrywała utwory.

### 2010-obecnie: lovestrong.
Piosenka Perri „Jar of Hearts” pojawiła się w programie So You Think You Can Dance, w odcinku emitowanym 30 czerwca 2010 r. Został wykorzystany w występie Billy’ego Bell oraz Kathryn McCormick. Piosenkę tę zaproponowała choreografowi przyjaciółka wokalistki, Keltie Colleen. Perri i Colleen obserwowały show z widowni. Po emisji programu, singiel „Jar of Hearts” sprzedał się w 48 000 kopii cyfrowych, zadebiutował na liście Billboard Hot 100 na #63 i osiągając #28 na liście Billboard Hot Digital Songs. W ciągu miesiąca sprzedano ponad 100 000 egzemplarzy. Następnie teledysk do „Jar of Hearts” znalazł się na liście 20 najlepszych teledysków telewizji VH1.
Niedługo później, Perri zadebiutowała w telewizji, wykonując 10 lipca 2010 r. piosenkę na żywo w programie The Early Show na stacji CBS, jak również 15 lipca 2010 r. w odcinku So You Think You Can Dance. 21 lipca 2010 r. piosenkarka podpisała kontrakt z wytwórnią płytową Atlantic Records. Roadrunner Records będzie nadal promować „Jar of Hearts” w radio. Christina pojawiła się 29 lipca 2010 r. w Tonight Show with Jay Leno oraz 7 grudnia 2010 r. w Conan, gdzie zagrała „Jar of Hearts”.
Perri nagrała EP o nazwie Ocean Sessions Way, który został wydany w dniu 9 listopada 2010.
Debiutancki album wokalistki zatytułowany jest lovestrong. i został wydany 10 maja 2011 r. Nastąpiło to po wyprodukowaniu singla „Arms” 15 marca.
8 listopada 2011 roku został wydany soundtrack do filmu Saga „Zmierzch”: Przed świtem, na którym znalazła się piosenka Perri pod tytułem „A Thousand Years”. Do piosenki został nakręcony także teledysk.

## Dyskografia
- Lovestrong (2011)
- Head or Heart (2014)
- Songs for Carmella: Lullabies & Sing-a-Longs (2019)
- Songs for Rosie (2021)
- A Lighter Shade of Blue (2022)
- Songs for Pixie (2023)
- Songs for Christmas (2023)